# Giovanni d'Artegna
Giovanni d'Artegna, nome d'arte di Giovanni Patat (Artegna, 9 dicembre 1928 – Artegna, 12 febbraio 2024), è stato uno scultore italiano. Era padre dell'astrofisico Ferdinando Patat.

## Biografia
Giovanni Patat d'Artegna nacque il 9 dicembre 1928 da una famiglia contadina. Fin dall'infanzia rivelò un talento naturale che si espresse nelle prime figure in argilla e nei disegni. Terminate le scuole elementari, frequentò la bottega dello zio marmista, Pietro Rizzotti, di cui fu allievo anche lo scultore Troiano Troiani. Affascinato dai modelli che l'artista emigrato in Argentina lasciò nella bottega, d'Artegna scelse la scultura come sua strada d'espressione artistica. In quei primi anni apprese la tecnica della scultura su pietra, perfezionò la lavorazione dell'argilla ed eseguì i primi calchi in gesso, collaborando alla realizzazione di monumenti funebri. Nel 1941, a soli tredici anni, realizzò un'aquila in pietra per la tomba di un aviatore. Nella bottega di Rizzotti entrò in contatto con Max Piccini e Antonio Franzolini, all'epoca fra gli scultori più attivi in Friuli-Venezia Giulia. Entrambi fornivano dei modelli in argilla affidandosi a degli esecutori per la riproduzione in pietra. Dal 1946 al 1955 il giovane d'Artegna lavorò spesso per Franzolini, già allievo di Adolfo Wildt. Nel 1949 lasciò la bottega dello zio altarista. Nel 1951 emigrò in Lussemburgo, dove conobbe lo scultore perugino Aurelio Sabbatini, da cui imparò la tecnica dei compassi per riprodurre i modelli in scala. Rientrato in Italia, essenzialmente autodidatta, si mise in proprio. Gli anni del dopo-guerra furono quelli che d'Artegna amò definire la sua verde prigione. Nella sua produzione artistica alternò monumenti pubblici a opere di medio e piccolo formato, in terracotta, gesso, pietra e bronzo, prediligendo il figurativo. Nel 1952 riprese i contatti con Max Piccini, il quale lo incaricò dell'esecuzione di alcune opere di cui gli fornì i modelli in scala ridotta. La prima collaborazione riguardò la realizzazione di sette statue per il Franciscan Monastery of the Holy Land di Washington, seguita dalla Madonna Immacolata per il Collegio Gabrieli (1954), la Madonna del Conforto per il Tempio di Cargnacco (1956) e il monumento a Giosuè Carducci ad Arta Terme (1957). 

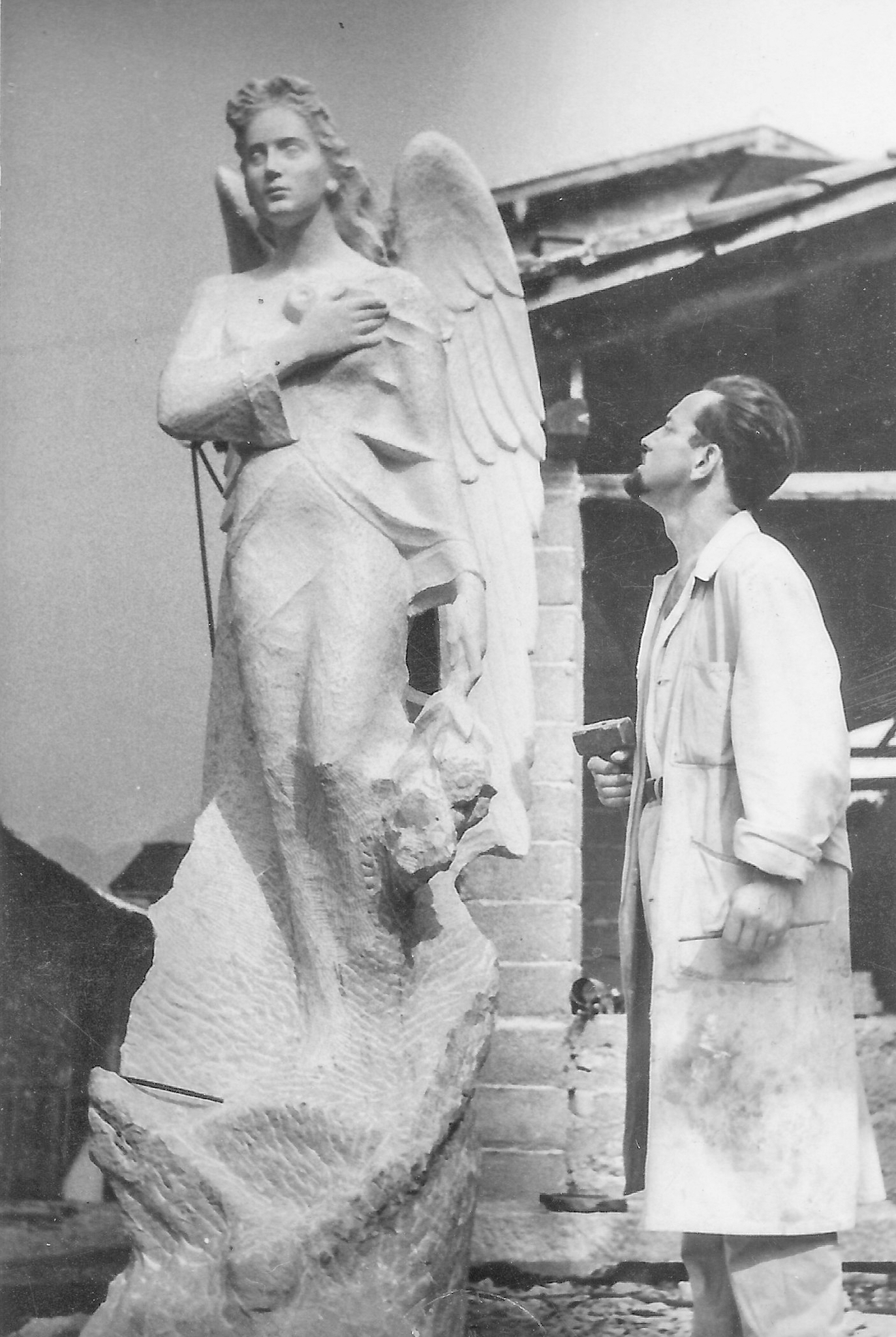
Giovanni d'Artegna, Angelo, marmo bianco di Carrara, 200x60x40 (1958). Per la tomba dell'assistente di volo Dina Paoluzzi, scomparsa nell'incidente aereo del Volo Linee Aeree Italiane 451. Cimitero di Buja.

Il rapporto di lavoro fra i due artisti terminò alla fine degli anni cinquanta, a seguito di una controversia per la realizzazione di una Via Crucis destinata al Tempio di Cargnacco. In quegli anni collaborò anche con lo scultore Edoardo Alfieri, impegnato ininterrottamente dal 1958 alla morte nella chiesa di Avilla di Buja, e con Silvio Olivo, su modello del quale realizzò una Madonna per l'Ospedale Santa Maria della Misericordia di Udine. Nel 1961 conseguì il brevetto di pilota civile. Negli anni sessanta a settanta si fece conoscere in regione, realizzando numerosi monumenti pubblici e moltissime sculture funerarie e a carattere religioso. A partire dagli anni ottanta iniziò un nuovo percorso di esplorazione nella pietra, "in cui non rinnega il figurativo del suo passato; semplicemente lo disattende per dare voce al tormento di un presente sfibrato ed involuto, che sottrae positività ad ogni prospettiva". Ebbero così origine opere di grande formato in pietra, collocate nel parco delle sculture presso lo studio dell'artista. Fra queste vi fu Fenomeni e vicende della terra, amara riflessione sul Terremoto del Friuli del 1976, che colpì duramente la terra dello scultore. In essa l'artista non descrisse più la figura intera, bensì parti e frammenti di un corpo umano e sagome schematiche e simboliche di vari soggetti.
Le opere di d'Artegna, prodotte nell'arco di oltre settant'anni, sono esposte in svariate sedi d'Italia, in diversi paesi d'Europa e negli Stati Uniti. L'università di Urbino gli dedicò una tesi di Laurea e la Provincia di Udine una monografia, includendovi anche il catalogo delle opere e un DVD. Per la sua attività artistica gli furono assegnati il premio Nadâl Furlàn (2005) e il Merit Furlàn (2011).

## Opere principali

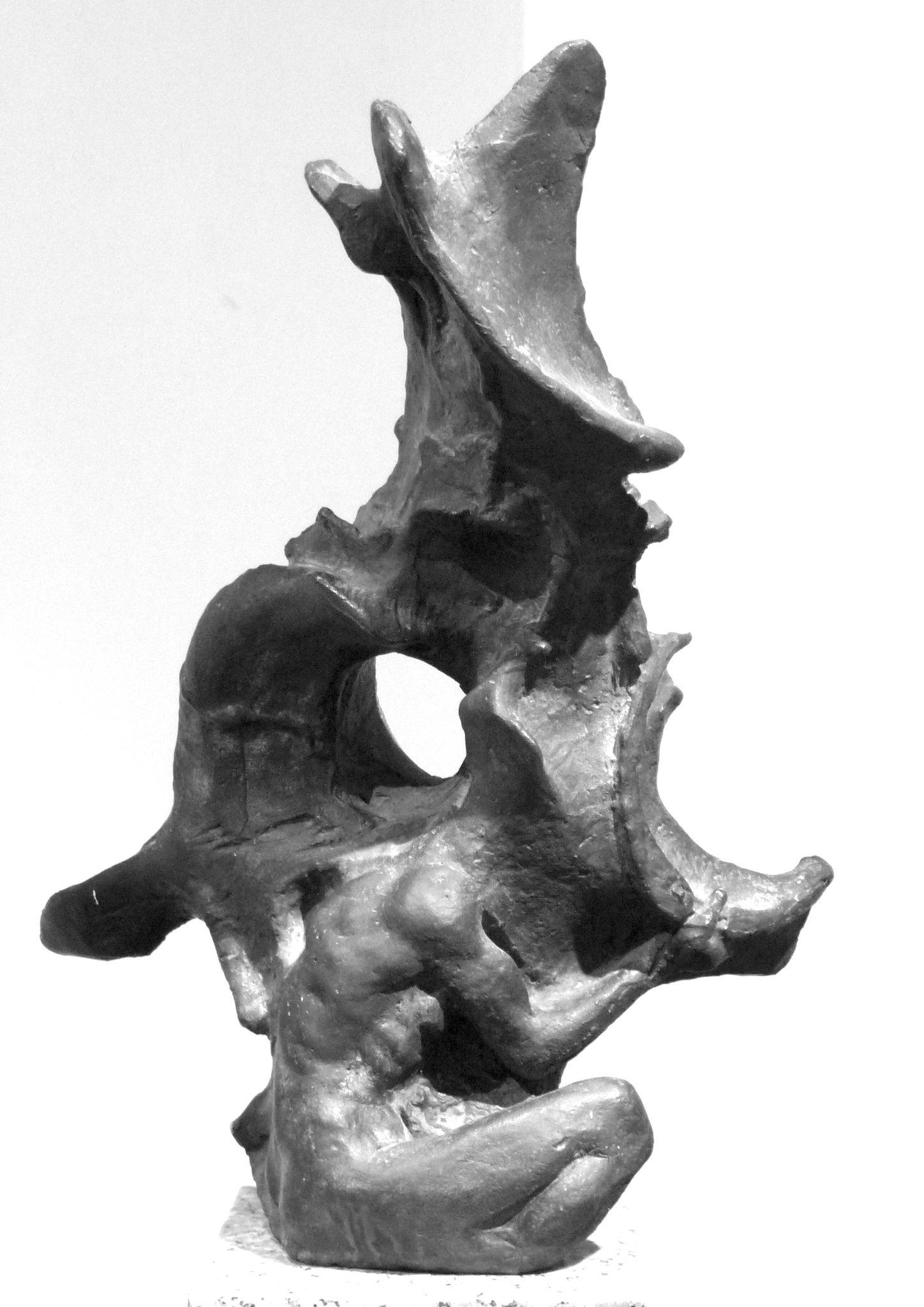
E 'n la sua volontade è nostra pace. Fusione in bronzo (1983).

- Madonna, Madonna con Bambino, Sant'Anna, Gesù su modello di Max Piccini, 1952-1953, marmo, Franciscan Monastery of the Holy Land, Washington
- Monumento ai Caduti della Brigata alpina "Julia", 1953-1954, Pietra Piasentina, 230x120x60, Artegna
- Monumento ai Caduti, 1955, pietra piasentina, 240x140x120, Montegnacco di Cassacco, restaurato nel 2005
- Madonna del Soccorso, su modello di Max Piccini, 1956, marmo di Carrara, 160x60, Tempio di Cargnacco
- Santa Cecilia, San Sebastiano su modello di Max Piccini, 1959, Franciscan Monastery of the Holy Land, Washington
- Madonna su modello di Silvio Olivo, 1960, Reparto di maternità dell'Ospedale Santa Maria della Misericordia di Udine, ora Liceo N. Copernico, Udine
- I lavori dell'uomo, 1961, Marmo di Aurisina, pannello 300x200, Istituto Comprensivo G. Pascoli, Cormons
- I giochi ginnici, 1964, Marmo di Aurisina, pannello, Scuola Media Statale G. da Tolmezzo, Tolmezzo
- Monumento ai Caduti, 1966, Marmo di Aurisina, 200x150x80, s. Giorgio di Resia
- Monumento all'Alpino, 1968, Marmo di Aurisina, 340x200x250, Cervignano del Friuli
- Il minatore, 1969, Marmo di Aurisina, 280x125x96, Cava Romana, Aurisina
- La nascita dell'elica, 1970, Marmo di Aurisina, 300x50x50, Aeroclub, Campoformido
- Monumento ai dispersi in mare, 1974, Marmo di Aurisina, 240, Marano Lagunare
- A flagello terrae motus, 1976, Marmo di Aurisina, 130x80x50, parco delle vittime del Terremoto del Friuli, Artegna
- Fenomeni e vicende della terra, 1980, Pietra Piasentina, 130x170x150, parco delle sculture, Artegna
- San Francesco e il lupo, 1982, Marmo di Aurisina, 195x105x80, Chiostro del convento di s. Antonio, Gemona del Friuli
- E 'n la voluntade tua è nostra pace, 1983, bronzo, 40x25, studio d'Artegna
- Madonna del mare, 1983, Marmo di Aurisina, 230, laguna di Grado
- Fontana, 1985, pietra piasentina, Monastero delle Suore Francescane, Gemona del Friuli
- Redentore, 1985, marmo di Aurisina, cima del monte Cuarnan, Montenars
- Fontana longobarda, 1987, pietra piasentina, 170x50x50, Artegna
- La cacciata degli angeli ribelli, 1988, Tomba Patat, Artegna
- Meridiana di pietra, 1991, marmo di Aurisina, Casa On. Alfeo Mizzau, Beano di Codroipo
- Madonna, 1993, marmo di Aurisina, 200x80x80, Domus Mariae, Tarcento
- Via Crucis, 1995, Pietra di Trani, chiesa di San Giacomo (Laives)
- Francesco va e ripara la mia casa, 1996, marmo di Aurisina, 200x50x50, chiesa parrocchiale di s. Stefano, Gradisca di Sedegliano
- Guerriero medievale, 2000, pietra piasentina, 230x110x80, parco delle sculture, Artegna
- Elemento spaziale, 2000, pietra piasentina, 180x130x90, Torreano
- Scultura astratta, 2002, pietra piasentina, 90x120x60, parco delle sculture, Artegna
- Riposo del minatore, 2003-2004, pietra piasentina, 170x180x70, parco delle sculture, Artegna
- Santa Lucia, 2003, pietra piasentina, 250x100x90, collezione privata, Cividale del Friuli
- Autoritratto, 2003-2004, pietra piasentina, 180x60x40, parco delle sculture, Artegna
- L'uomo e la materia, 2003-2004, pietra piasentina, 230x140x90, parco delle sculture, Artegna
- Monumento ai bersaglieri d'Italia, 2005, pietra piasentina, 120x140x110, parco della rimembranza, Udine
- Lo scalpellino, 2006, pietra piasentina, 200x130x100, Julia Marmi, Cividale del Friuli
- Il mio lungo percorso, 2006, pietra piasentina, 100x130x100, parco delle sculture, Artegna
- Via Crucis, 2008, terracotta, chiesa di s. Rocco e Valentino, Artegna
- Monumento ai donatori di sangue, 2010, Villa Santina
- Antroposfera, 2015, sasso trovante, 70x50x50, Teatro Lavaroni, Artegna
- Cinquanta anime che cantano le lodi, 2019-2020, sassi trovanti, studio d'Artegna

## Mostre

### Anni Sessanta
- Mostra collettiva, Majano (UD)
- Mostra personale, Udine, Galleria Carrara
- Mostra collettiva (con Mocchiut e Calcioni), Tarvisio
- Mostre collettive con Oddone e Saccon, Udine, Galleria Nerea e Centro Friulano Arti Plastiche (CFAP)

### Anni Settanta
- Mostra personale, Sculture di G. d'Artegna, Udine, Galleria il Ventaglio, 1971
- III Collettiva d'autunno, Tricesimo (UD), Cooperativa tra artisti e scrittori del Friuli, 1979

### Anni Ottanta
- XX, XXI, XXIII, XXIV, XXV, XXVI, XXIX Mostra sociale regionale d'arte, Udine, Galleria del CFAP, 1980, 1981, 1983, 1984, 1985, 1988, 1989
- Mostra personale, Giovanni Patat d'Artegna - Sculture e disegni 1970-1980, Udine, Galleria del CFAP, 1981
- Omaggio a Udine, Celebrazioni del Ventennale del CFAP, Udine, 1981
- Gli artisti del laboratorio, Udine Esposizioni, Galleria d'arte "il laboratorio degli artisti", 1983
- VI Biennale internazionale del bronzetto artistico, Ravenna, Centro Dantesco dei Frati Minori Conventuali, 1983
- Udine città millenaria, Udine, Galleria del CFAP, 1983
- Rassegna regionale dell'artigianato artistico, Udine, Galleria del CFAP, Regione Autonoma FVG, 1986
- LONGOBarte, Cividale del Friuli, Centro di s. Francesco, Regione Autonoma FVG, 1989

### Anni Novanta

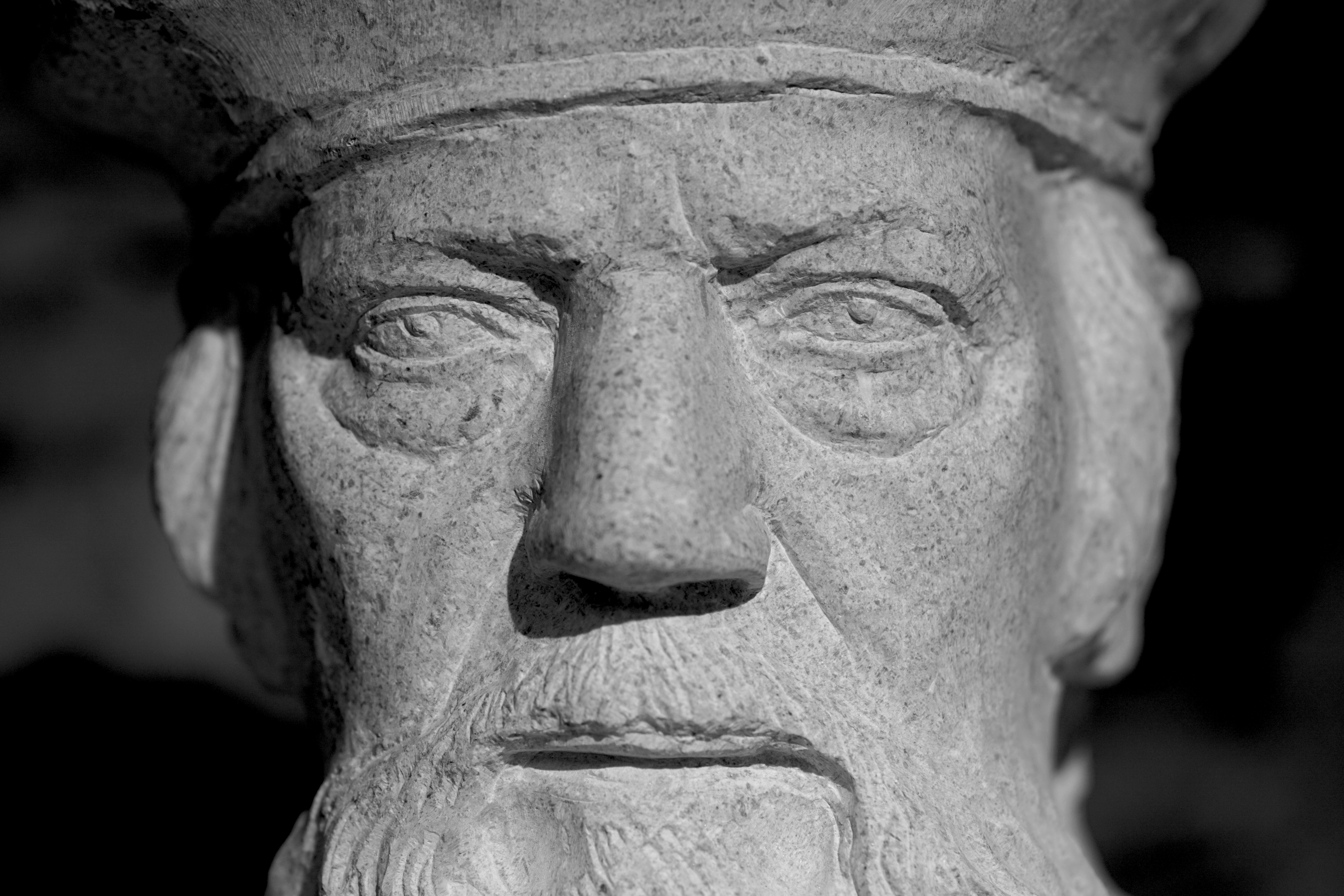
Giovanni d'Artegna, Autoritratto, pietra di Aurisina (2016).

- XXX, XXXI, XXXV, XXXVI Mostra sociale regionale d'arte, Udine, Galleria del CFAP, 1990, 1991, 1995,1996
- Arte sotto i portoni, Rassegna di scultura, Flambro (UD), Circolo Culturale G. Bini, 1994
- Arte sotto i portoni, Rassegna di scultura, Flambro (UD), Circolo Culturale G. Bini, 1995
- Artisti sullo Stella, Palazzolo dello Stella (UD), Casa del Marinaretto, 1995
- XIII Mostra-concorso di pittura e scultura "Imago", Premariacco (UD), vincitore del primo premio, 1996
- Il fienile di prometeo, mostra personale, Artegna (UD), Casa Patat, 1998
- XVI Mostra-concorso di pittura e scultura "Creatività e Comunicazione", Premariacco (UD), vincitore del primo premio, 1999
- Incontro con la Croce, Cividale del Friuli, Chiesa di s. Francesco, AURA, 1999

### Anni Duemila
- III Simposio internazionale di scultura su pietra piasentina, Reana del Roiale (UD), Circolo Culturale il Faro, 2000
- Mostra personale, Artegna, Palazzo Comunale, Associazione culturale "Grop Pignot" e Pro Loco, 2003
- Giovanni Patat d'Artegna, mostra personale, Buja (UD), Cripta della Pieve di San Lorenzo, Circolo Culturale Laurenziano, 2005
- Arte in Arta. Pittura e scultura, Arta Terme (UD), Palazzo Savoia, 2006
- Giovanni Patat - piccolo percorso antologico, Gemona del Friuli (UD), Scuola s. Maria degli Angeli, 2007
- La natività: interpretazioni medaglistiche, Buja (UD), Museo d'arte della medaglia, 2008
- Apertura mostra personale permanente, parco delle sculture, Artegna (UD), Casa Patat, 2009
- Giovanni Patat d'Artegna - La pietra che vive. Udine, chiesa di S. Antonio abate, 16 giugno - 17 luglio 2011
- Giovanni Patat d'Artegna- La risorgiva di pietra - Venzone (UD), Palazzo Orgnani-Martina, 16 agosto - 29 settembre 2013
- Giovanni Patat d'Artegna - Un lungo percorso nell'arte, Museo d'arte della città di Buja (UD), 8 agosto - 31 Ottobre 2020

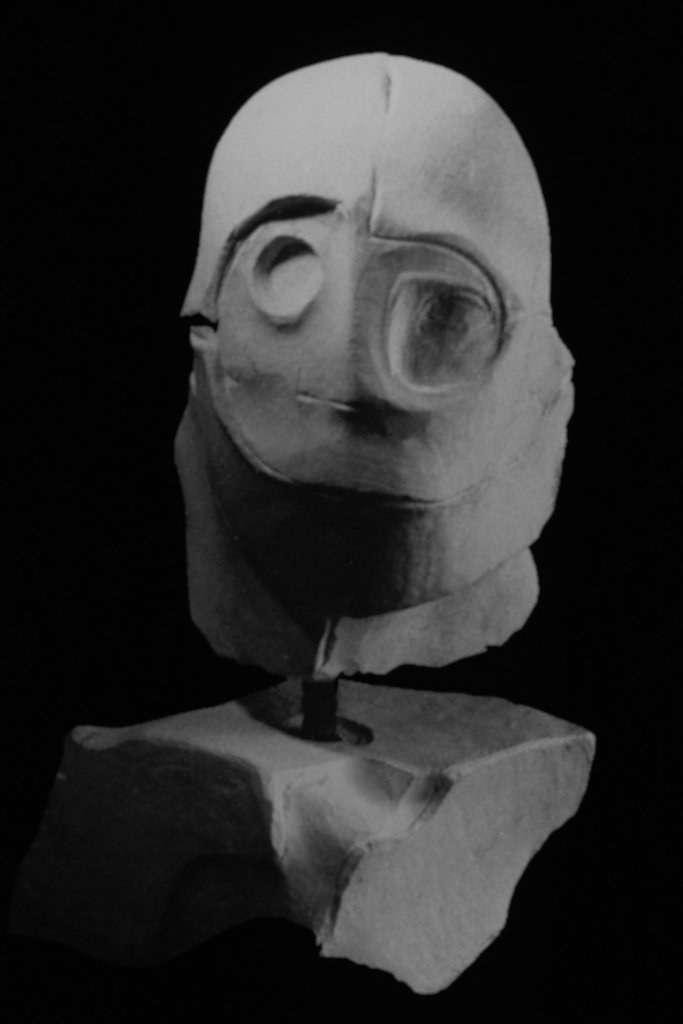
Maschera, biancone di Verona, 30x20x20, 1981.